# Нинволд
Нинволд (њем. Nienwohld) општина је у њемачкој савезној држави Шлезвиг-Холштајн. Једно је од 55 општинских средишта округа Штормарн. Према процјени из 2010. у општини је живјело 472 становника. Посједује регионалну шифру (AGS) 1062051.

## Географски и демографски подаци
Нинволд се налази у савезној држави Шлезвиг-Холштајн у округу Штормарн. Општина се налази на надморској висини од 40 метара. Површина општине износи 9,2 km². У самом мјесту је, према процјени из 2010. године, живјело 472 становника. Просјечна густина становништва износи 51 становника/km².